# 柳川調信
柳川 調信（やながわ しげのぶ）は、戦国時代から江戸時代初期にかけての武将。対馬宗氏の家臣。対馬藩家老（執事）。通称ははじめ甚三郎、後に権之助とする。官途は、対馬守、従五位下・下野守。

## 生涯
出自は不明で、『宗氏家譜略』によれば、後に父祖の地を姓としたという伝承から筑後柳川の出身としているが、定かではない。
兄・式部（後の柳川調長）とともに対馬に渡って、津奈調親（宗将盛の異母弟）に仕え、兄は跡継ぎのなかった調親の養子（義子）となり、甚三郎は調親の娘を妻とした。
永禄3年（1559年）、調親が宗義調に謀反を起こして誅殺されたため、佐賀村の柳河右馬助調正の養子となって、柳川姓に改めた。義調は帰順した甚三郎を姻族であることを理由に許した。伊奈郡主・宗調国が死亡するとその遺領の一部を与えられ、伊奈郡代となり、天正5年（1577年）頃、権之助調信と名を改めた。
天正4年（1576年）、宗義純の使者として足利義昭に面会。天正15年（1587年）に宗義調が豊臣秀吉に帰順する際の使者ともなった。
天正18年（1590年）、守護代・佐須景満を讒言して宗義智に排除させ、『晴豊記』によると、11月1日、参内した際に関白秀吉の諸大夫（陪臣）として対馬守に叙任された。天正19年（1591年）正月、朝鮮使節の復路に外交僧景轍玄蘇と共に同行し、4月29日に仁政殿で朝鮮国王宣祖に引見して、従二品・嘉善大夫の朝鮮爵位も授与された。
宗義智の執事として台頭。外交で活躍して、豊臣・徳川政権のみならず朝鮮朝廷からも重んじられた。
嫡子智永がいたが、宗義純の孫景直（智信）を養子にとって、これに職位を譲った。
慶長10年（1605年）9月29日、死去。享年67。